# Mazuca roseistrigata
Mazuca roseistrigata là một loài bướm đêm trong họ Noctuidae.